# Wartum
Wartum of De Wierde, vroeger ook De Warven, is een behuisde wierde bij Termunterzijl in de gemeente Eemsdelta. Het lag in het voormalige kerspel Lutke Termunten. Vroeger was het een buurtschap, nu bevindt zich hier een enkele boerderij. Wartum wordt in 1487 genoemd, als de Warven, to Warven in 1562, Wartum in 1563 en op de Wierde in 1670.  Wartum had - zo blijkt uit een verklaring uit 1487 - tot het begin van de vijftiende eeuw een borg en vormde een zelfstandige rechtstoel.
Vlak bij Wartum ligt het gehucht Wartumerklap, eerder Wartumertil geheten.
Wartum moet niet worden verward met het gehucht Oterdumerwarven, dat ook De Warven werd genoemd.
Groningen: Steden en dorpen      Nederland: Provincies · Gemeenten